# Michail Gromov
Michail Leonidovitj Gromov (ryska: Михаил Леонидович Громов), född 23 december 1943 i Boksitogorsk i Sovjetunionen, även känd som Mikhael Gromov, Michael Gromov eller Misha Gromov, är en fransk-rysk geometriker välkänd för viktiga bidrag inom en rad områden i matematiken. Hans specialitet ligger inom geometri.

## Utmärkelser
- 1971 Moskvas matematiska sällskaps pris
- 1981 Oswald-Veblen-priset
- 1984 Elie-Cartan-priset
- 1993 Wolfpriset
- 1997 Leroy P. Steele-priset
- 1997 Lobatjevskijmedaljen
- 1999 Balzanpriset
- 2002 Kyotopriset
- 2004 Nemmerspriset
- 2005 Bolyaimedaljen
- 2009 Abelpriset